# Brian Asawa
Brian Asawa (Fullerton, 1º ottobre 1966 – 18 aprile 2016) è stato un contraltista statunitense di origine giapponese. A proposito di Asawa, Opera News ha dichiarato: "Nel suo periodo migliore, Asawa era un artista elettrico, con uno stile di esecuzione impavido, supportato da una voce di sorprendente bellezza ed espressività."

## Biografia
Brian Asawa è nato a Fullerton, in California ed è cresciuto a Los Angeles. Ha cantato nel coro in una chiesa metodista con una congregazione giapponese. Ha iniziato i suoi studi di specializzazione in pianoforte presso l'Università della California, Santa Cruz e poi ha cambiato, studiando canto,  formandosi con il tenore Harlan Hokin. Dopo due semestri si è trasferito all'UCLA.
Nel 1989, ha iniziato un master in interpretazione di musica antica presso la University of Southern California, dove è stato allievo del liutista americano James Tyler. Asawa però non ha mai terminato questo programma poiché la sua carriera da interprete iniziava a decollare.

## Carriera
La sua carriera iniziò nel 1991 quando diventò il primo controtenore a vincere sia le Metropolitan Opera National Council Auditions, sia un Adler Fellowship al Merola Opera Program della San Francisco Opera. Della sua esibizione al Metropolitan Allan Kozinn ha scritto:
Asawa fece il suo debutto operistico come professionista alla San Francisco Opera nel 1991 in Das verratene Meer di Hans Werner Henze, dove cantò anche il pastore in Tosca e Oberon in Sogno di una notte di mezza estate di Benjamin Britten nel 1992. Mentre era all'SFO continuò gli studi di canto con Jane Randolph. Ha anche fatto la sua prima apparizione operistica a New York nel 1992 alla celebrazione del Bicentenario di Mozart al Lincoln Center, cantando il ruolo principale nell'Ascanio ad Alba di Mozart con il Mostly Mozart Festival Chorus e la New York Chamber Symphony sotto la direzione di Ádám Fischer.
Nel 1993, Asawa ha ricevuto una borsa di studio alla carriera dalla Richard Tucker Music Foundation ed ha debuttato alla Santa Fe Opera come Arsamene in Serse di Händel. Sul New York Times nel gennaio 1994 Alex Ross scrisse:
Nello stesso anno Asawa divenne il primo controtenore a vincere l'Operalia International Opera Competition e debuttò al Metropolitan Opera come Voce di Apollo in Morte a Venezia di Benjamin Britten ed alla Glimmerglass Opera come Ottone ne L'incoronazione di Poppea di Claudio Monteverdi. È stato scelto come artista dell'anno dalla Seattle Opera per la stagione 1996-1997.
Altri momenti salienti della sua carriera comprendono Orlofsky in Il pipistrello alla San Francisco Opera e alla San Diego Opera; Tolomeo in Giulio Cesare al Metropolitan Opera, Bordeaux, Opera Australia, Royal Opera House, Covent Garden, Paris Opera, Gran Teatre del Liceu a Barcellona e Opera di Amburgo; Arsamene in Serse a Los Angeles, Colonia, Seattle e Ginevra; il ruolo principale in Admeto a Sydney, Montpellier e Halle; Baba The Turk in La carriera di un libertino a San Francisco e per la televisione svedese; Fyodor in Boris Godunov al Gran Teatre del Liceu, Endimione in La Calisto a Bruxelles, Oberon in Sogno di una notte di mezza estate a San Francisco, Houston, London Symphony Orchestra e Lione; Ascanio in Ascanio in Alba al Lincoln Center; Farnace in Mitridate, re di Ponto all'Opéra national de Lyon e all'Opera di Parigi; Nerone in L'incoronazione di Poppea a Sydney; Orfeo in Orfeo ed Euridice, La Speranza in L'Orfeo e L'Umana Fragilita/Anfinomo in Il ritorno d'Ulisse in patria alla Netherlands Opera; David nel Saul di Händel e Belize nell'opera Angels in America di Peter Eötvös all'Opera di Stato della Baviera, e Sesto in Giulio Cesare alla COC di Toronto.
Asawa non solo si esibiva nell'opera, ma era interessato ad ampliare la letteratura delle canzoni d'arte per controtenore, sostenendo i compositori viventi, commissionando, eseguendo e registrando le loro opere. Forse il più noto è il ciclo di canzoni "Encountertenor", commissionato a Jake Heggie e presentato in anteprima alla Wigmore Hall di Londra nel 1995 (successivamente registrandolo per l'etichetta RCA Red Seal). Asawa ha anche registrato un disco di canzoni di Ned Rorem con la Los Angeles Chamber Orchestra per la RCA. Più recentemente ha cantato "Four Arab Love Songs" del compositore di San Francisco Kurt Erickson (un mini-ciclo di poesie arabe medievali della regione spagnola dell'Andalusia dal 900 al 1100 d.C.) in una tournée in anteprima composto da concerti a Long Beach, Los Angeles, e San Francisco, California e nello Stato di Washington. Al momento della sua morte, Asawa doveva presentare in anteprima il ciclo di canzoni "O Mistress Mine" (12 canzoni su testi delle opere di Shakespeare) scritte per lui dalla compositrice del Connecticut Juliana Hall al Norfolk Chamber Music Festival per celebrare il 400º anniversario della morte di Shakespeare.
Nel maggio 2014, Asawa ha eseguito un programma di recital con il mezzosoprano Diana Tash al Festival de Mayo di Guadalajara, in Messico. Nel 2014, Asawa e Peter Somogyi hanno fondato Asawa and Associates, un'agenzia di gestione di artisti operistici.

## Vita privata e morte
Asawa era apertamente gay e credeva che questo lo avesse aiutato a scoprire il suo tipo di voce. "Gli uomini eterosessuali non si sentono a proprio agio cantando in un registro acuto perché non è macho", ha detto a un intervistatore nel 1998. "Gli uomini gay si sentono abbastanza a loro agio cantando nei loro registri in falsetto". Era sposato con Keith Fisher; il matrimonio si è concluso con il divorzio.
Asawa era il nipote della scultrice Ruth Asawa. La causa della sua morte è stata riportata in modi diversi. Alcune fonti citano insufficienza cardiaca e altre parlano di insufficienza epatica. Una fonte in un commento ha dichiarato che conosceva personalmente Brian Asawa e poteva attestare che era dovuto a insufficienza epatica a causa dell'alcolismo. Asawa è morto a Mission Hills, in California, il 18 aprile 2016, all'età di 49 anni.

## Incisioni
La discografia di Asawa comprende dischi di recital come solista per la RCA Victor Red Seal che vanno da Dowland e Edmund Campion a Rachmaninov e Ned Rorem. Le sue registrazioni d'opera includono Farnace in Mitridate per la Decca, Arsamene in Serse per la Conifer e Oberon in Sogno di una notte di mezza estate per la Philips con la London Symphony Orchestra diretta da Sir Colin Davis.
Asawa è apparso in DVD in Le Grand Macabre di Ligeti al Gran Teatre del Liceu, Barcellona, Il Ritorno d'Ulisse in Patria di Monteverdi, per Opus Arte, Boris Godunov di Mussorgsky al Gran Teatre del Liceu, Barcellona, e La carriera di un libertino di Stravinskij per la Kultur, oltre all'uscita in CD e DVD del Messiah di Händel diretto da Marc Minkowski. Nel 2014 Asawa e il mezzosoprano Diana Tash hanno pubblicato un album di duetti per l'etichetta LML Music che includeva opere di Händel, Monteverdi, Purcell, A. Scarlatti e Marco da Gagliano.

## Discografia
- The Faces of Love - The Songs of Jake Heggie, RCA, 1999

## Annotazione
1. ↑  Nello stesso anno, esaminando un'esibizione al Mostly Mozart Festival di New York diretto da Jane Glover, Kozinn scrisse che le arie che cantava "richiedono un'emotività diretta che spesso è al di là della portata di un controtenore. Il signor Asawa non ha alcun difetto a questo riguardo, né in questioni di tecnica e sottigliezza coloristica. La sua voce è potente e pienamente supportata. Produceva note acute pianissimo, che fluttuavano facilmente attraverso la grande sala e quelle più energiche non mostravano segni di tensione. Usava il vibrato con giudizio e persino il lato più luminoso della sua tavolozza ha una morbidezza vellutata. Tutto il canto lirico è costruito e i più grandi cantanti sono quelli che possono creare l'illusione che non lo sia. La più grande risorsa del signor Asawa, a parte la pura bellezza vocale, è che sia il suo tono che i suoi gesti espressivi suonano del tutto naturali."[8]